# Formazioni di 1. Bundesliga tedesca di pallavolo femminile 2010-2011
Formazioni delle squadre di pallavolo partecipanti alla stagione 2010-2011 del campionato di 1. Bundesliga tedesca.

## Turnverein Fischbek von 1921
| N° | Nome                 | Ruolo | Data di nascita   | Nazionalità sportiva |
| -- | -------------------- | ----- | ----------------- | -------------------- |
| -  | Jean-Pierre Staelens | All   | -                 | Paesi Bassi          |
| 1  | Lousiane Penha       | S     | 30 luglio 1985    | Brasile              |
| 2  | Simone Legerstee     | L     | 27 giugno 1986    | Paesi Bassi          |
| 3  | Eva Michalski        | C     | 15 dicembre 1989  | Germania             |
| 4  | Danúbia Costa        | C     | 12 maggio 1982    | Brasile              |
| 5  | Jolanta Kelner       | P     | 29 luglio 1987    | Polonia              |
| 7  | Paulina Gomułka      | S/O   | 9 marzo 1984      | Polonia              |
| 8  | Kathy Radzuweit      | C     | 2 marzo 1982      | Germania             |
| 10 | Julie Jášová         | L     | 14 settembre 1987 | Rep. Ceca            |
| 11 | Karmen Kočar         | P     | 1º dicembre 1982  | Slovenia             |
| 12 | Ellen Herman         | S     | 30 luglio 1988    | Stati Uniti          |
| 13 | Imke Wedekind        | C     | 23 giugno 1984    | Germania             |
| 15 | Therese McNatt       | S/O   | 10 luglio 1979    | Stati Uniti          |
| 16 | Saskia Radzuweit     | S     | 12 maggio 1991    | Germania             |

## Aachener Turn- und Sportverein Alemannia 1900
| N° | Nome                | Ruolo | Data di nascita   | Nazionalità sportiva |
| -- | ------------------- | ----- | ----------------- | -------------------- |
| -  | Stefan Falter       | All   | -                 | Germania             |
| 1  | Michaela Balej      | L     | 11 febbraio 1984  | Rep. Ceca            |
| 2  | Lucy Wicks          | P     | 20 marzo 1982     | Regno Unito          |
| 3  | Sarah Wolnizki      | P     | 15 ottobre 1986   | Germania             |
| 4  | Kira Walkenhorst    | S     | 18 novembre 1990  | Germania             |
| 5  | Ciara Michel        | C     | 2 luglio 1985     | Regno Unito          |
| 8  | Jana Franziska Poll | S     | 7 maggio 1988     | Germania             |
| 9  | Laura Feldmann      | S/O   | 15 settembre 1990 | Germania             |
| 11 | Christina Speer     | C     | 29 luglio 1987    | Stati Uniti          |
| 13 | Karolína Bednářová  | S     | 20 luglio 1986    | Rep. Ceca            |
| 15 | Rita Liliom         | S/O   | 23 maggio 1986    | Ungheria             |

## Köpenicker Sport Club
| N° | Nome                | Ruolo | Data di nascita  | Nazionalità sportiva |
| -- | ------------------- | ----- | ---------------- | -------------------- |
| -  | Gil Ferrer          | All   | -                | Cuba                 |
| 1  | Izabela de Oliveira | C     | 4 maggio 1986    | Brasile              |
| 2  | Ilona Dröger        | S     | 11 novembre 1979 | Polonia              |
| 3  | Lucie Veselá        | C     | 1º maggio 1991   | Rep. Ceca            |
| 5  | Victoria Bieneck    | S     | 26 marzo 1991    | Germania             |
| 6  | Doreen Engel        | P     | 8 febbraio 1982  | Germania             |
| 7  | Sandra Sell         | S     | 24 febbraio 1989 | Germania             |
| 9  | Sanja Mitrović      | C     | 22 ottobre 1986  | Serbia               |
| 10 | Nienke de Waard     | S/O   | 24 luglio 1987   | Paesi Bassi          |
| 11 | Jessica Göpner      | L     | 11 dicembre 1990 | Germania             |
| 12 | Ann-Marie Knauf     | P     | 20 novembre 1992 | Germania             |
| 17 | Pia Riedel          | S     | 9 settembre 1990 | Germania             |

## VC Olympia '93 Berlin
| N° | Nome               | Ruolo | Data di nascita   | Nazionalità sportiva |
| -- | ------------------ | ----- | ----------------- | -------------------- |
| -  | Johan-Henk Abbing  | All   | -                 | Germania             |
| 1  | Katharina Schwabe  | S     | 29 aprile 1993    | Germania             |
| 2  | Celin Stöhr        | C     | 22 novembre 1993  | Germania             |
| 3  | Bianca Meyerink    | C     | 18 settembre 1992 | Germania             |
| 4  | Hannah Klemm       | P     | 4 novembre 1993   | Germania             |
| 5  | Annika Lambers     | S     | 10 luglio 1992    | Germania             |
| 6  | Lena Gschwendtner  | L     | 3 ottobre 1992    | Germania             |
| 7  | Ana Calderon       | C     | 19 maggio 1993    | Germania             |
| 8  | Ann-Christin Quade | S     | 15 gennaio 1992   | Germania             |
| 9  | Julia Hero         | C     | 22 ottobre 1992   | Germania             |
| 10 | Anika Boin         | S/O   | 22 settembre 1992 | Germania             |
| 11 | Tanja Großer       | S     | 27 novembre 1993  | Germania             |
| 13 | Pia Weiand         | P     | 24 novembre 1992  | Germania             |
| 15 | Jelena Wlk         | S     | 16 aprile 1993    | Germania             |
| 16 | Anika Krebs        | S     | 10 luglio 1993    | Germania             |

## Dresdner
| N° | Nome                | Ruolo | Data di nascita  | Nazionalità sportiva |
| -- | ------------------- | ----- | ---------------- | -------------------- |
| -  | Alexander Waibl     | All   | -                | Germania             |
| 2  | Mareen Apitz        | P     | 26 marzo 1987    | Germania             |
| 3  | Friederike Thieme   | C     | 16 aprile 1987   | Germania             |
| 4  | Stefanie Karg       | C     | 22 ottobre 1986  | Germania             |
| 5  | Kerstin Tzscherlich | L     | 15 febbraio 1978 | Germania             |
| 6  | Dani Mancuso        | S     | 6 dicembre 1984  | Stati Uniti          |
| 7  | Stephanie Kestner   | S     | 29 marzo 1986    | Germania             |
| 8  | Nicole Schröber     | S/O   | 28 dicembre 1988 | Germania             |
| 9  | Tesha Harry         | C     | 25 gennaio 1981  | Stati Uniti          |
| 11 | Grit Müller         | S     | 2 marzo 1984     | Germania             |
| 12 | Linda Helterhoff    | P     | 26 novembre 1992 | Germania             |
| 13 | Saskia Hippe        | S/O   | 16 gennaio 1991  | Germania             |
| 14 | Anna Cmaylo         | C     | 14 novembre 1986 | Stati Uniti          |

## SWE Volley-Team Erfurt
| N° | Nome              | Ruolo | Data di nascita  | Nazionalità sportiva |
| -- | ----------------- | ----- | ---------------- | -------------------- |
| -  | Heiko Herzberg    | All   | -                | Germania             |
| 1  | Elena Messer      | S     | 2 febbraio 1982  | Germania             |
| 2  | Jana Illiger      | L     | 7 giugno 1986    | Germania             |
| 3  | Brigitte Slack    | P     | 3 agosto 1985    | Stati Uniti          |
| 4  | Maria Völker      | S     | 15 febbraio 1991 | Germania             |
| 5  | Annika Lüttge     | S     | 25 giugno 1987   | Germania             |
| 7  | Christel Fröhlich | P     | 17 ottobre 1990  | Germania             |
| 8  | Beate Brabetz     | S/O   | 9 marzo 1969     | Germania             |
| 9  | Julie Young       | L     | 7 marzo 1986     | Canada               |
| 10 | Jil Döhnert       | C     | 27 agosto 1985   | Germania             |
| 11 | Juliane Hoppe     | C     | 13 marzo 1985    | Germania             |
| 12 | Liz Cordonnier    | S     | 3 marzo 1987     | Canada               |
| 13 | Eszter Kovács     | C     | 13 febbraio 1984 | Ungheria             |
| 15 | Saskia Leonhardt  | S     | 16 ottobre 1988  | Germania             |

## Unabhängiger Sportclub Münster
| N° | Nome                 | Ruolo | Data di nascita   | Nazionalità sportiva |
| -- | -------------------- | ----- | ----------------- | -------------------- |
| -  | Axel Büring          | All   | -                 | Germania             |
| 2  | Hana Čutura          | S     | 10 marzo 1988     | Croazia              |
| 8  | Rebecca Schäperklaus | C     | 2 luglio 1992     | Germania             |
| 9  | Katharina Holzgreve  | P     | 31 marzo 1986     | Germania             |
| 10 | Kristin Kasperski    | S/O   | 1º giugno 1986    | Germania             |
| 11 | Michaela Jelínková   | P     | 2 dicembre 1985   | Rep. Ceca            |
| 12 | Gwendoline Horemans  | C     | 16 settembre 1987 | Belgio               |
| 13 | Andrea Berg          | C     | 24 gennaio 1981   | Germania             |
| 14 | Linda Dörendahl      | L     | 20 luglio 1984    | Germania             |
| 16 | Lea Hildebrand       | C     | 29 giugno 1988    | Germania             |
| 17 | Ines Bathen          | S     | 27 agosto 1990    | Germania             |
| 18 | Stefanie Golla       | L     | 18 settembre 1985 | Germania             |

## Sportclub Potsdam
| N° | Nome                | Ruolo | Data di nascita   | Nazionalità sportiva |
| -- | ------------------- | ----- | ----------------- | -------------------- |
| -  | Volker Knedel       | All   | -                 | Germania             |
| 3  | Lisa Rühl           | L     | 22 settembre 1989 | Germania             |
| 4  | Chantal Laboureur   | S     | 4 marzo 1990      | Germania             |
| 6  | Patricia Grohmann   | S     | 27 gennaio 1990   | Germania             |
| 7  | Kristina Bognar     | P     | 3 marzo 1983      | Ungheria             |
| 8  | Annika Zülow        | S     | 19 ottobre 1988   | Germania             |
| 9  | Melanie Iwansky     | C     | 21 giugno 1989    | Germania             |
| 10 | Kristina Schlechter | S/O   | 19 settembre 1984 | Germania             |
| 11 | Ramona Stucki       | C     | 25 febbraio 1982  | Germania             |
| 12 | Susanne Langer      | P     | 7 maggio 1987     | Germania             |
| 13 | Janine Hinderlich   | C     | 20 gennaio 1990   | Germania             |
| 14 | Charlene Spieß      | C     | 25 giugno 1986    | Germania             |
| 15 | Sandra Sydlik       | P     | 25 maggio 1990    | Germania             |
| 17 | Laura Weihenmaier   | S     | 4 aprile 1991     | Germania             |

## Schweriner
| N° | Nome               | Ruolo | Data di nascita   | Nazionalità sportiva |
| -- | ------------------ | ----- | ----------------- | -------------------- |
| -  | Tore Aleksandersen | All   | -                 | Norvegia             |
| 1  | Lisa Thomsen       | L     | 20 agosto 1985    | Germania             |
| 2  | Vendula Adlerová   | S/O   | 24 aprile 1984    | Rep. Ceca            |
| 3  | Nadja Schaus       | S     | 8 dicembre 1984   | Germania             |
| 4  | Mira Topić         | S     | 2 giugno 1983     | Croazia              |
| 5  | Maja Pachale       | S     | 18 ottobre 1979   | Germania             |
| 6  | Julia Retzlaff     | S     | 10 agosto 1987    | Germania             |
| 7  | Patricia Thormann  | C     | 9 dicembre 1979   | Germania             |
| 8  | Berit Kauffeldt    | C     | 8 luglio 1990     | Germania             |
| 9  | Marie Frick        | P     | 31 marzo 1985     | Francia              |
| 10 | Denise Hanke       | P     | 31 agosto 1989    | Germania             |
| 12 | Anja Brandt        | C     | 15 febbraio 1990  | Germania             |
| 13 | Janine Völker      | L     | 19 settembre 1991 | Germania             |
| 14 | Tanja Joachim      | P     | 29 ottobre 1992   | Germania             |

## Sportverein 1910 Sinsheim
| N° | Nome               | Ruolo | Data di nascita   | Nazionalità sportiva |
| -- | ------------------ | ----- | ----------------- | -------------------- |
| -  | Stefan Bräuer      | All   | -                 | Germania             |
| 1  | Tonya Mokelki      | S     | 10 maggio 1985    | Canada               |
| 2  | Marisa Field       | C     | 10 luglio 1987    | Canada               |
| 3  | Anne Vorsatz       | S     | 9 giugno 1990     | Germania             |
| 4  | Kathrin Neumaier   | S     | 18 gennaio 1985   | Germania             |
| 5  | Jule Schneider     | L     | 13 febbraio 1986  | Germania             |
| 6  | Nora Götz          | C     | 12 agosto 1989    | Germania             |
| 7  | Katharina Stauß    | P     | 4 luglio 1988     | Germania             |
| 8  | Julia Osterloh     | C     | 9 aprile 1986     | Germania             |
| 9  | Luise Mauersberger | S/O   | 2 luglio 1990     | Germania             |
| 10 | Jana Schumann      | C     | 10 settembre 1985 | Germania             |
| 11 | Jule Paul          | P     | 31 gennaio 1990   | Germania             |
| 13 | Julia Prus         | S     | 1º gennaio 1985   | Germania             |

## Turn- und Sportverein Sonthofen 1863
| N° | Nome                | Ruolo | Data di nascita | Nazionalità sportiva |
| -- | ------------------- | ----- | --------------- | -------------------- |
| -  | Nikolai Roppel      | All   | -               | Germania             |
| 1  | Wioletta Szkudlarek | C     | 27 luglio 1980  | Polonia              |
| 2  | Anne Klewin         | C     | 22 maggio 1987  | Germania             |
| 3  | Sabrina Dölle       | P     | 14 maggio 1986  | Germania             |
| 5  | Elena Neve          | P     | 28 ottobre 1988 | Paesi Bassi          |
| 6  | Dolores Köber       | L     | 2 maggio 1986   | Germania             |
| 7  | Sina Kostorz        | S     | 18 agosto 1990  | Germania             |
| 8  | Sandra Ittlinger    | S     | 24 giugno 1994  | Germania             |
| 11 | Jana Gogolová       | C     | 27 gennaio 1984 | Slovacchia           |
| 12 | Hana Kovarova       | S/O   | 16 luglio 1986  | Germania             |
| 13 | Lina Meyer          | S     | 24 luglio 1984  | Germania             |

## Volleyball Club Stuttgart
| N° | Nome              | Ruolo | Data di nascita  | Nazionalità sportiva |
| -- | ----------------- | ----- | ---------------- | -------------------- |
| -  | Jan Lindenmair    | All   | -                | Germania             |
| 1  | Angelina Bland    | C     | 26 aprile 1984   | Belgio               |
| 2  | Laura Pihlajamäki | C     | 15 agosto 1990   | Finlandia            |
| 4  | Maren Brinker     | S     | 10 luglio 1986   | Germania             |
| 5  | Kim Renkema       | S     | 28 giugno 1987   | Paesi Bassi          |
| 6  | Atika Bouagaa     | S     | 22 maggio 1982   | Germania             |
| 7  | Sabrina Roß       | S     | 11 aprile 1980   | Germania             |
| 9  | Franziska Bremer  | C     | 27 giugno 1985   | Germania             |
| 10 | Mona Elwassimy    | P     | 7 febbraio 1990  | Germania             |
| 11 | Flore Gravestijn  | S     | 26 aprile 1987   | Paesi Bassi          |
| 12 | Sydney Anderson   | P     | 30 dicembre 1987 | Stati Uniti          |
| 13 | Anna Nowakowska   | P     | 25 maggio 1980   | Polonia              |
| 16 | Marion Elsasser   | C     | 15 luglio 1993   | Germania             |
| 17 | Sara Stängle      | S     | 16 febbraio 1993 | Germania             |
| 18 | Evelyn Lourenço   | L     | 6 febbraio 1981  | Brasile              |

## Verein für Bewegungsspiele 91 Suhl
| N° | Nome               | Ruolo | Data di nascita  | Nazionalità sportiva |
| -- | ------------------ | ----- | ---------------- | -------------------- |
| -  | Felix Koslowski    | All   | -                | Germania             |
| 1  | Lucija Cigić       | L     | 13 marzo 1986    | Croazia              |
| 2  | Mareike Hindriksen | P     | 14 novembre 1987 | Germania             |
| 3  | Marija Pucarević   | P     | 20 agosto 1990   | Serbia               |
| 4  | Birgit Thumm       | S     | 3 luglio 1980    | Germania             |
| 5  | Dominice Steffen   | S     | 17 dicembre 1987 | Germania             |
| 6  | Anika Brinkmann    | S     | 4 agosto 1986    | Germania             |
| 7  | Ivana Ostojić      | S     | 23 dicembre 1982 | Serbia               |
| 8  | Maja Adam Ilic     | C     | 23 aprile 1979   | Serbia               |
| 9  | Ivana Isailović    | C     | 1º gennaio 1986  | Serbia               |
| 10 | Nataša Rapaić      | C     | 1º marzo 1986    | Serbia               |
| 11 | Claudia Steger     | S     | 10 marzo 1990    | Germania             |
| 12 | Vendula Měrková    | S/O   | 3 marzo 1988     | Rep. Ceca            |
| 18 | Suzana Ćebić       | L     | 9 novembre 1984  | Serbia               |

## Rote Raben Vilsbiburg
| N° | Nome               | Ruolo | Data di nascita   | Nazionalità sportiva |
| -- | ------------------ | ----- | ----------------- | -------------------- |
| -  | Guillermo Gallardo | All   | -                 | Argentina            |
| 2  | Lenka Dürr         | L     | 10 dicembre 1990  | Germania             |
| 3  | Nadja Jenzewski    | P     | 2 aprile 1986     | Germania             |
| 4  | Daniela Lanner     | C     | 10 ottobre 1975   | Brasile              |
| 5  | Lena Möllers       | P     | 6 gennaio 1990    | Germania             |
| 7  | Johanna Barg       | S     | 11 luglio 1984    | Germania             |
| 8  | Loraine Henkel     | C     | 12 febbraio 1988  | Germania             |
| 9  | Sarah Petrausch    | S     | 31 luglio 1990    | Germania             |
| 11 | Šárka Barborková   | S     | 6 novembre 1985   | Rep. Ceca            |
| 13 | Tatjana Zautys     | S     | 4 maggio 1980     | Germania             |
| 16 | Alessandra Jovy    | C     | 22 settembre 1991 | Germania             |
| 17 | Magda Kralikova    | C     | 25 febbraio 1980  | Rep. Ceca            |
| 18 | Natal'ja Korobkova | S/O   | 7 aprile 1985     | Russia               |

## 1. Volleyball-Club Wiesbaden
| N° | Nome              | Ruolo | Data di nascita  | Nazionalità sportiva |
| -- | ----------------- | ----- | ---------------- | -------------------- |
| -  | Yang Xiaojun      | All   | -                | Cina                 |
| 1  | Martina Novotná   | S/O   | 26 maggio 1979   | Rep. Ceca            |
| 2  | Natalia Cukseeva  | S     | 22 gennaio 1990  | Germania             |
| 3  | Nikki Klingsporn  | P     | 5 aprile 1988    | Stati Uniti          |
| 4  | Anke Borowikow    | C     | 13 dicembre 1986 | Germania             |
| 5  | Olga Raonić       | P     | 31 dicembre 1986 | Serbia               |
| 6  | Pan Hong          | C     | 13 marzo 1984    | Cina                 |
| 7  | Sherline Holness  | C     | 11 febbraio 1980 | Canada               |
| 8  | Josephine Dörfler | S/O   | 9 luglio 1987    | Germania             |
| 10 | Katja Medved      | L     | 20 marzo 1986    | Slovenia             |
| 11 | Steffi Lehmann    | S     | 17 febbraio 1984 | Germania             |
| 13 | Regina Burchardt  | S     | 1º luglio 1983   | Germania             |
| 14 | Nikolina Kovačić  | S     | 30 aprile 1986   | Croazia              |